# Résolution 2653 du Conseil de sécurité des Nations unies
Membres permanents
- Chine
- États-Unis
- France
- Royaume-Uni
- Russie

Membres non permanents
- Albanie
- Brésil
- Émirats arabes unis
- Gabon
- Ghana
- Inde
- Irlande
- Kenya
- Mexique
- Norvège

Résolution no 2652 Résolution no 2654
La résolution 2653 du Conseil de sécurité des Nations Unies, adoptée à l'unanimité le 21 octobre 2022, crée un régime de sanctions pour répondre à la situation en Haïti, y associe un Comité des sanctions assisté d'un Groupe d'experts, et exige la cessation immédiate de la violence des activités criminelles et des atteintes aux droits humains.

## Adoption
La résolution a été présentée par le Mexique et les États-Unis d'Amérique.
Les négociations ont durée plusieurs semaines, et les deux coauteurs ont soumis un projet de résolution le 5 octobre, et organisé des discussion les 7 et 13 octobre 2022. Le vote devait avoir lieu le 19 octobre dans l'après-midi mais plusieurs membres du Conseil de sécurité ont estimé que ce dernier était précipité. En effet, le 17 octobre, lors d'une réunion du Conseil, les coauteurs ont exprimé leur volonté de mettre en place une force internationale de sécurité en Haïti en même temps que le régime de sanctions, suscitant l'hostilité de la Russie qui préférait traiter les deux questions séparément. Les coauteur ont soumis un projet révisé dans l'après midi du 20 octobre pour être mis aux voix le lendemain, concernant uniquement les sanctions.

## Résolution
La résolution condamne les enlèvements, violences sexuelles, traite des êtres humains, homicides, exécutions extrajudiciaires, enrôlement forcé d'enfants dans des groupes armés et réseaux criminels en cours en Haïti.
Le Conseil de sécurité impose une embargo ciblé sur les armes légères et de petit calibre, d'une part, et un gel des avoirs et une interdiction de voyager aux personnes ou entités responsables ou complices d’activités faisant peser une menace sur la paix, la sécurité ou la stabilité en Haïti ou ayant participé à de telles activités, d'autre part. Ces mesures s'appliquent pour une durée initiale d'une année à compter de l'adoption de la résolution, et sont destinées aux seules États membres de l'ONU.
La résolution crée un organe subsidiaire du Conseil de sécurité composé de tous ses membres, chargé de surveiller l'application des sanction et de procéder à la désignation des personnes ou entités visées par le gel des avoirs et l'interdiction de voyager. Ce Comité des sanctions est assisté d'un Groupe d'experts composé d'au plus 4 membres.

## Réactions
La représentante permanente des États-Unis d'Amérique, Linda Thomas-Greenfield, a déclaré « Cette résolution est une première réponse aux appels à l’aide de la population haïtienne » et s'est réjoui que  « le Conseil de sécurité ait sanctionné l’un des dirigeants les plus connus d’une bande criminelle (...) dont les agissements ont directement contribué à la crise humanitaire qui provoque tant de souffrance chez la population haïtienne ».
Le représentant permanent du Mexique, Juan Ramon, a déclaré que « le Conseil de sécurité ne resterait pas les bras croisés et agirait contre ceux qui génèrent de la violence dans la rue et contre ceux qui les appuient et les financent ».
La Chine, qui défendait particulièrement l'idée d'un embargo total, estime que « cette résolution était un avertissement ».

## Voir également
- Guerre des gangs en Haïti
- Assassinat de Jovenel Moïse
- Liste des résolutions du Conseil de sécurité des Nations unies sur Haïti
- Sanctions internationales